# 시마바라시

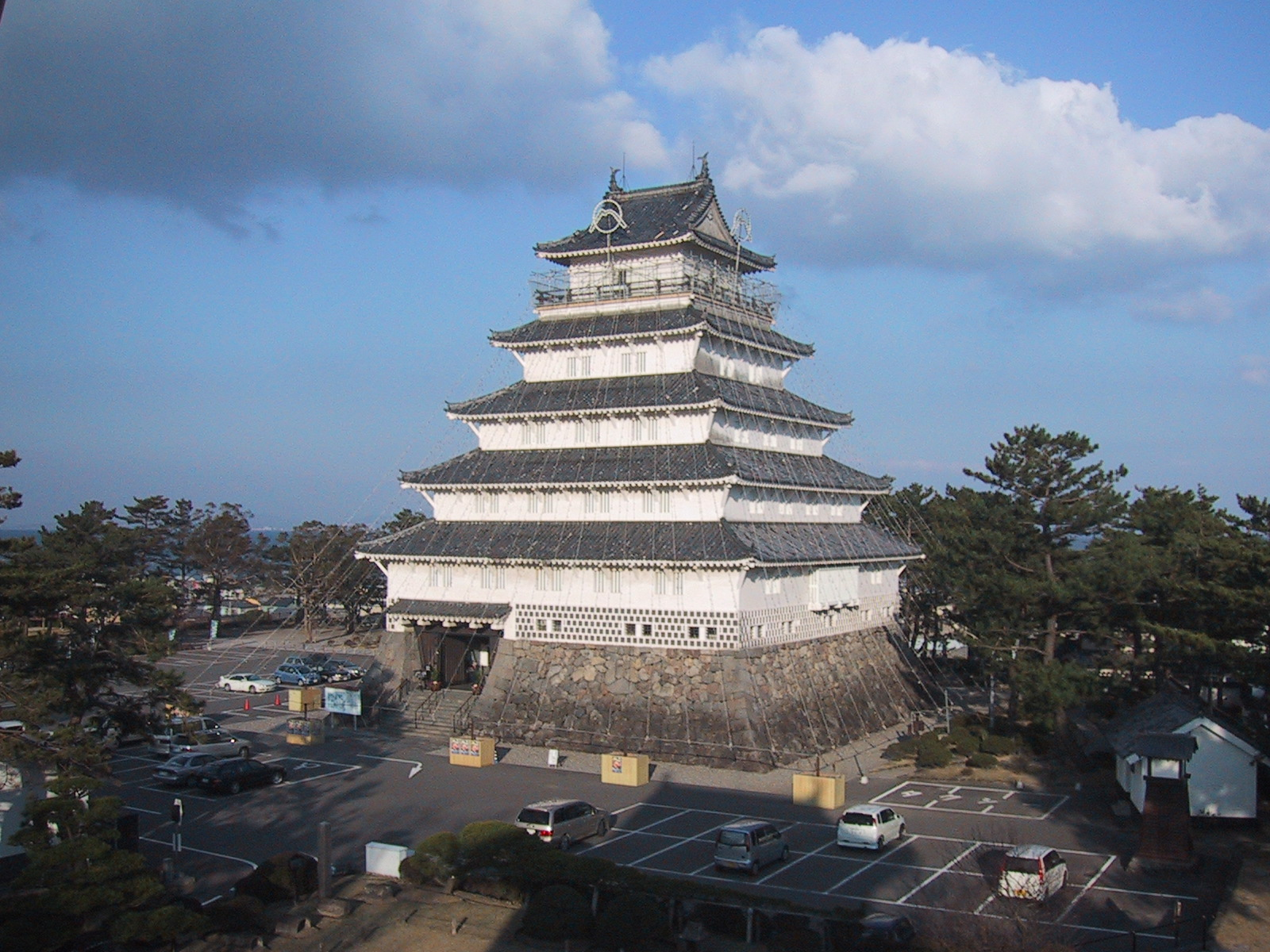
시마바라성

시마바라시(일본어: 島原市)는 일본 나가사키현 남동부의 시마바라반도에 있는 시이자 시마바라반도의 중심 도시이다. 시내에는 시마바라성과 사무라이 주택 등 에도 시대의 성시(조카마치) 거리가 남아 있고, 주변에 온천도 많은 관광 도시이기도 하다. 아리아케해(시마바라만)를 사이에 두고 페리나 고속선으로 연결되어 있는 구마모토시나 오무타시 등과의 관계도 깊다.

## 지리
시마바라반도의 동단에 위치하고 서쪽으로 운젠시, 남쪽으로 미나미시마바라시와 접한다. 시 서부에는 운젠다케의 산들이 있고 동쪽 방향으로 산기슭이 펼쳐진다. 동쪽은 아리아케해와 접한다. 동부 해안가에 인구가 집중하고 국도 251호선과 시마바라 철도가 해안가를 종단한다.

## 역사
에도 시대 초기인 1618년부터 7년의 세월에 걸쳐 마쓰쿠라 시게마사가 시마바라성을 축성해 이후에는 시마바라번의 성시(조카마치)로 번창했다. 그러나 마쓰쿠라가는 가톨릭교도 탄압을 시작으로 악정을 계속해 1637년에 시마바라의 난이 일어난다. 이로 인해 주민은 거의 사망하고 대신해 번을 통치한 고리키 다다후사의 이주 정책에 의해 부흥해 나가게 된다.
메이지 시대 폐번치현으로 일시적으로 시마바라현이 설립되어 현청 소재지가 되었지만 시마바라현은 곧바로 나가사키현에 편입되었다. 이후 시마바라성도 폐성이 되어 파각되었다(이후 1964년에 복원).
반도 중앙부에 있는 후젠다케(普賢岳)는 대분화를 반복하는 활화산으로 유명하다. 1792년에는 마유산의 분화로 일본 사상 최악의 화산 재해가 일어나 현재의 시마바라시 지역에 타격을 주어 1만 5천 명 이상의 사망자가 발생했다. 또 최근에는 1990년 11월부터 1996년 6월까지 화산 활동이 계속되었고 특히 1991년 6월 3일에는 화쇄류(火砕流)가 발생하여 43명이 사망하는 등 큰 피해를 입었다.
- 1889년 4월 1일 - 정촌제 시행으로 미나미타카키군 시마바라정이 성립하였다.
- 1924년 4월 1일 - 시로 승격해 시마바라시가 되었다.
- 2006년 1월 1일 - 아리아케정(有明町)을 편입했다.

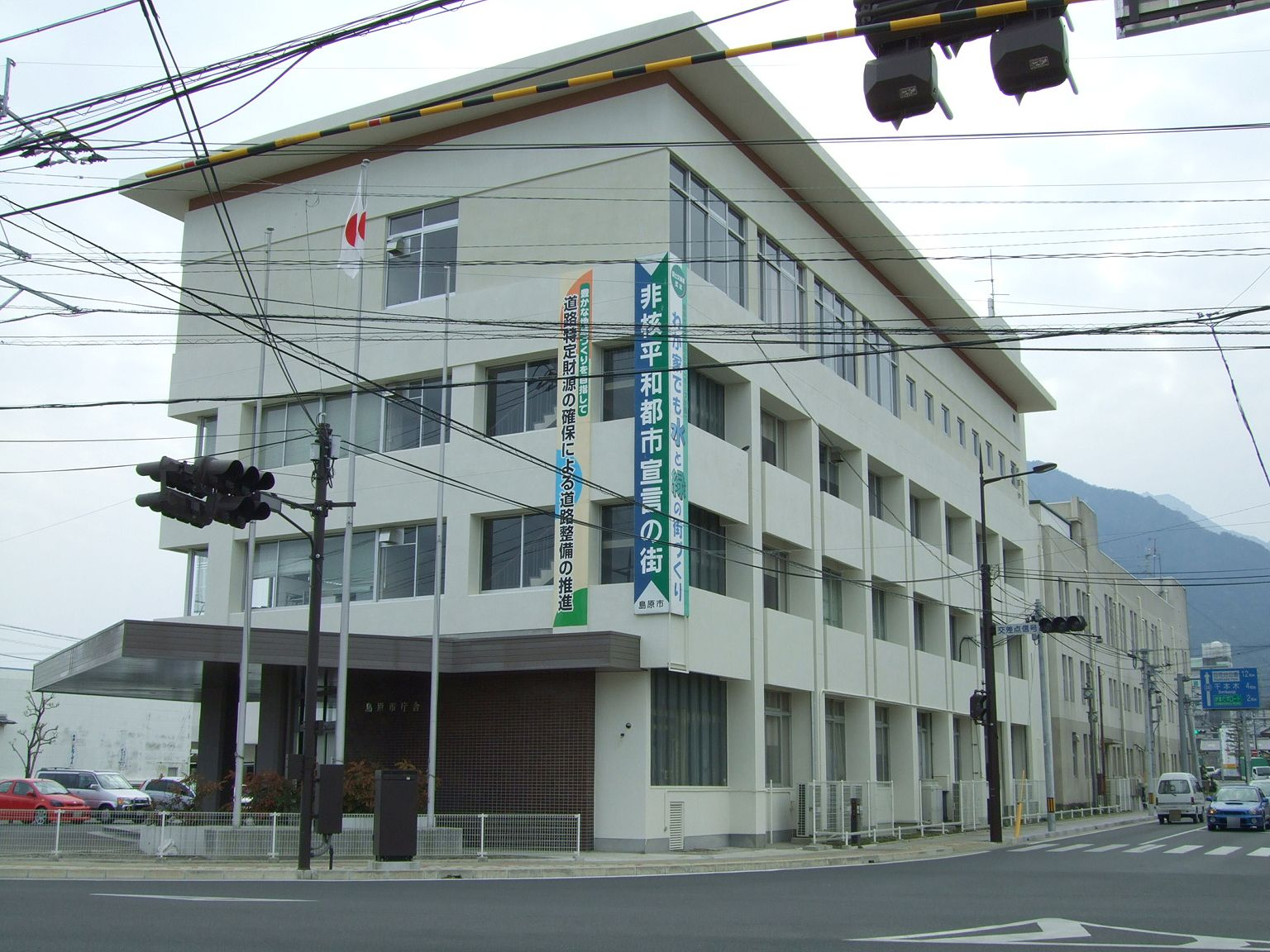
시마바라시청

## 경제
시마바라는 운젠아마쿠사 국립공원과 수많은 온천이 있는 관광지이다. 도시 지역 내에는 시마바라성과 "사무라이 거리" 같은 많은 관광지가 있다.

## 교통

### 철도
- 시마바라 철도 시마바라 철도선

### 도로
- 국도 제57호선
- 국도 제251호선

## 인구
| 연도                            | 인구   | ±%     |
| ------------------------------- | ------ | ------ |
| 1920                            | 41,482 | —      |
| 1925                            | 43,338 | +4.5%  |
| 1930                            | 46,254 | +6.7%  |
| 1935                            | 46,703 | +1.0%  |
| 1940                            | 46,748 | +0.1%  |
| 1945                            | 62,501 | +33.7% |
| 1950                            | 62,028 | −0.8%  |
| 1955                            | 60,370 | −2.7%  |
| 1960                            | 58,693 | −2.8%  |
| 1965                            | 56,724 | −3.4%  |
| 1970                            | 56,692 | −0.1%  |
| 1975                            | 57,289 | +1.1%  |
| 1980                            | 58,890 | +2.8%  |
| 1985                            | 58,457 | −0.7%  |
| 1990                            | 56,903 | −2.7%  |
| 1995                            | 52,853 | −7.1%  |
| 2000                            | 51,563 | −2.4%  |
| 2005                            | 50,045 | −2.9%  |
| 2010                            | 47,471 | −5.1%  |
| 2015                            | 45,436 | −4.3%  |
| 2020                            | 43,338 | −4.6%  |
| Shimabara population statistics |        |        |

## 기후
| 시마바라시의 기후                                            | 시마바라시의 기후 | 시마바라시의 기후 | 시마바라시의 기후 | 시마바라시의 기후 | 시마바라시의 기후 | 시마바라시의 기후 | 시마바라시의 기후 | 시마바라시의 기후 | 시마바라시의 기후 | 시마바라시의 기후 | 시마바라시의 기후 | 시마바라시의 기후 | 시마바라시의 기후 |
| 월                                                           | 1월               | 2월               | 3월               | 4월               | 5월               | 6월               | 7월               | 8월               | 9월               | 10월              | 11월              | 12월              | 연간              |
| ------------------------------------------------------------ | ----------------- | ----------------- | ----------------- | ----------------- | ----------------- | ----------------- | ----------------- | ----------------- | ----------------- | ----------------- | ----------------- | ----------------- | ----------------- |
| 역대 최고 기온 °C (°F)                                       | 20.1 (68.2)       | 23.5 (74.3)       | 25.1 (77.2)       | 27.8 (82.0)       | 32.1 (89.8)       | 34.4 (93.9)       | 37.0 (98.6)       | 37.8 (100.0)      | 35.9 (96.6)       | 31.7 (89.1)       | 26.3 (79.3)       | 24.4 (75.9)       | 37.8 (100.0)      |
| 일평균 최고 기온 °C (°F)                                     | 10.3 (50.5)       | 11.8 (53.2)       | 15.3 (59.5)       | 20.1 (68.2)       | 24.8 (76.6)       | 27.0 (80.6)       | 31.2 (88.2)       | 32.7 (90.9)       | 29.0 (84.2)       | 24.0 (75.2)       | 18.1 (64.6)       | 12.4 (54.3)       | 21.4 (70.5)       |
| 일일 평균 기온 °C (°F)                                       | 7.0 (44.6)        | 8.1 (46.6)        | 11.1 (52.0)       | 15.4 (59.7)       | 20.0 (68.0)       | 23.1 (73.6)       | 27.0 (80.6)       | 28.3 (82.9)       | 25.0 (77.0)       | 20.3 (68.5)       | 14.6 (58.3)       | 9.0 (48.2)        | 17.4 (63.3)       |
| 일평균 최저 기온 °C (°F)                                     | 3.4 (38.1)        | 4.5 (40.1)        | 7.1 (44.8)        | 11.1 (52.0)       | 15.7 (60.3)       | 20.0 (68.0)       | 24.0 (75.2)       | 25.1 (77.2)       | 22.0 (71.6)       | 17.0 (62.6)       | 11.0 (51.8)       | 5.4 (41.7)        | 13.9 (57.0)       |
| 역대 최저 기온 °C (°F)                                       | −6.2 (20.8)       | −5.4 (22.3)       | 0.5 (32.9)        | 2.6 (36.7)        | 8.1 (46.6)        | 13.8 (56.8)       | 18.0 (64.4)       | 18.8 (65.8)       | 15.1 (59.2)       | 8.1 (46.6)        | 1.4 (34.5)        | −1.5 (29.3)       | −6.2 (20.8)       |
| 평균 강수량 mm (인치)                                        | 64.2 (2.53)       | 117.5 (4.63)      | 144.9 (5.70)      | 183.0 (7.20)      | 185.7 (7.31)      | 475.8 (18.73)     | 414.9 (16.33)     | 207.4 (8.17)      | 173.9 (6.85)      | 118.4 (4.66)      | 84.1 (3.31)       | 79.2 (3.12)       | 2,210.8 (87.04)   |
| 평균 강수일수 (≥ 1.0 mm)                                     | 5.8               | 8.5               | 9.1               | 9.3               | 8.8               | 15.0              | 12.7              | 9.6               | 9.5               | 6.5               | 7.3               | 7.9               | 110               |
| 평균 월간 일조시간                                           | 140.2             | 143.2             | 184.9             | 198.4             | 215.3             | 128.9             | 194.8             | 235.7             | 180.3             | 192.0             | 149.7             | 135.6             | 2,094.5           |
| 출처: 일본 기상청 (평년값: 2006년~2020년, 극값: 2006년~현재) |                   |                   |                   |                   |                   |                   |                   |                   |                   |                   |                   |                   |                   |

## 자매 도시
- 일본 오이타현 분고타카다시(1969년 4월 25일)
- 일본 교토부 후쿠치야마시(1983년 3월 1일)